# Wielenowate
Wielenowate (Riodinidae) – mocno zróżnicowana rodzina małych lub średnich rozmiarów motyli, obejmuje 1187 opisanych żyjących gatunków oraz kilka opisanych gatunków wymarłych; często jaskrawo ubarwione, skrzydła bywają miejscami metalicznie połyskujące, pierwsza para odnóży zredukowana u samców. Występują głównie w krainie neotropikalnej; w Europie, w tym w Polsce występuje jeden gatunek: wielena plamowstęg.

## Pochodzenie
Najstarsza znana skamielina przedstawiciela wielenowatych pochodzi z Ameryki Północnej, z eoceńskiej formacji Green River, jej wiek ocenia się na od 42,6 do 50,2 mln lat. Zachowały się także okazy dorosłych osobników oraz gąsienicy w bursztynie dominikańskim. Szacuje się, że grupa koronna wielenowatych powstała około 56 mln lat temu (pomiędzy 52,4 a 60,7 mln lat temu).

## Występowanie
Wielenowate występują na całym świecie, głównie w krainie neotropikalnej, którą zamieszkuje 67% rodzajów tej rodziny i 95% jej gatunków. Na obszarze nizinnej zlewni Amazonki zamieszkuje około 400 gatunków wielenowatych, co stanowi 1/5 lepidopterofauny tego terenu, przy czym wiele gatunków ma charakter endemiczny, a ich zasięg geograficzny jest mniejszy niż u modraszkowatych. Zróżnicowanie gatunkowe wielenowatych spada wraz z wysokością nad poziomem morza, niewiele gatunków można spotkać powyżej 2000 m n.p.m.

## Morfologia

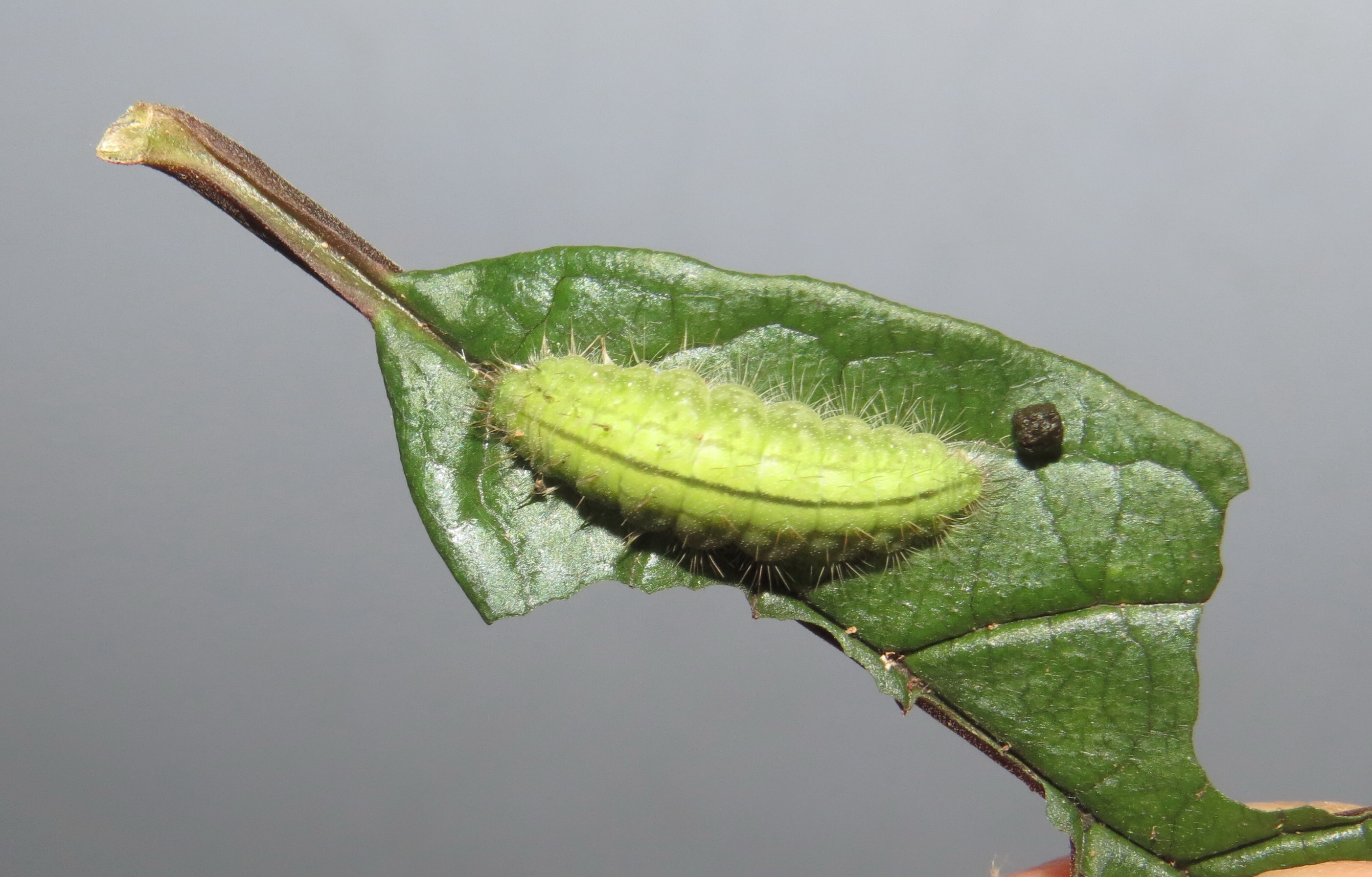
Gąsienica Abisara bifasciata

Gąsienice i poczwarki wielenowatych przypominają analogiczne stadia rozwoju u modraszkowatych. Osobniki dorosłe to przeważnie małe motyle, osiągają rozmiary od 12 do 60 mm, cechuje je bardzo duże zróżnicowanie kolorów, wzorów, kształtów i rozmiarów, prawdopodobnie największe ze wszystkich rodzin motyli. W obrębie wyglądu często zachodzi mimikra, prawdopodobnie batesowska – wielenowate przypuszczalnie upodabniają się m.in. do rusałkowatych („tygrysie” pasy oraz przezroczyste skrzydła), miernikowcowatych czy zwójkowatych (jaskrawe ubarwienie).  
Dorosłe samce cechuje znacznie zredukowana pierwsza para odnóży, która jest kluczową cechą charakterystyczną tej rodziny widoczną gołym okiem. Na skrzydłach występują mieniące się metalicznie plamki w odcieniu srebrnym, ołowianym bądź złotym. Na tylnych skrzydłach u niektórych gatunków występuje wzór „fałszywej głowy”, jest szczególnie dobrze wykształcony u motyli z rodzaju Helicopis. Co najmniej u 25% gatunków wielenowatych u samców występują łuski zapachowe zapewne o największym zróżnicowaniu morfologicznym ze wszystkich rodzin motyli. Genitalia obu płci o różnorodnej budowie w obrębie rodziny.

## Zachowanie
Osobniki dorosłe pobierają pokarm z kwiatów, składniki mineralne dostarczają im również wilgotny piasek i błoto. Co najmniej u trzech gatunków z rodzaju Euselasia jaja są umieszczane na pedicelach (zachowanie nienotowane u motyli przed 2010 rokiem) na spodniej stronie liści. Jaja przedstawicieli rodzajów Anteros, Ourocnemis i Sarota są przykrywane przez samice za pomocą szpatułkowatych łusek zapewne w celu ich ochrony przed mrówkami czy parazytoidami. Niektóre gąsienice są myrmekofilne i drapieżne. Osobniki dorosłe z plemienia Helicopini odpoczywają ze złożonymi skrzydłami oraz pocierają o siebie tylne skrzydła, podobnie jak przedstawiciele modraszkowatych. U gatunku Charis cadytis zaobserwowano zachowania godowe zbliżone do sumo – rywalizujące samce nacierają na siebie na liściach z częściowo otwartymi skrzydłami. Poza upodabnianiem się do wyglądu innych motyli wielenowate naśladują ich lot, a nawet kąt ułożenia ich czułków.

## Systematyka
Rodzaj typowy to Riodina, którego gatunkiem typowym jest Riodina lysippus. Jednoznaczna i pewna systematyka wielenowatych pozostaje ostatecznie nierozstrzygnięta pomimo podejmowanych prób (stan na 2018 rok), a wiele rodzajów nie jest monofiletycznych. Badania filogenetyczne, których wyniki opublikowano w 2017 roku, wskazują, że wielenowate mogą być traktowane jako podrodzina modraszkowatych. Wcześniej niektórzy autorzy zaliczali wielenowate i modraszkowate do jednej rodziny bądź traktowali je jako rodziny siostrzane. 
Opisano 1187 żyjących gatunków (możliwe, że ich liczba sięga około 1350) ujętych w 122 rodzaje (stan na 2019 rok), a także dwa gatunki kopalne, z czego jeden z kopalnego rodzaju Riodinella.
Wyróżnia się trzy podrodziny:
- Euselasiinae(inne języki)
- Nemeobiinae(inne języki)
- Riodininae(inne języki) – największa podrodzina, podzielona na 8 plemion[5]

Powyższe podrodziny dzielą się łącznie na dwanaście plemion, sześć podplemion oraz kilka gatunków incertae sedis.

## Galeria

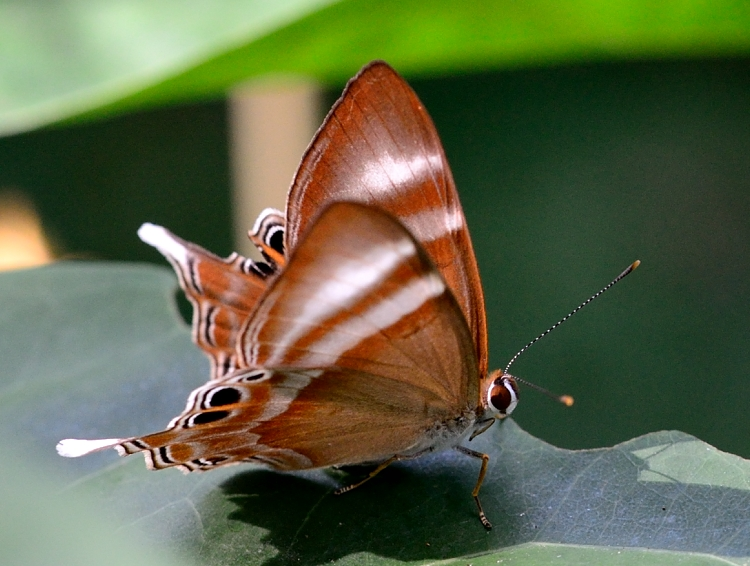
Abisara savitri (Nemeobiinae), Singapur
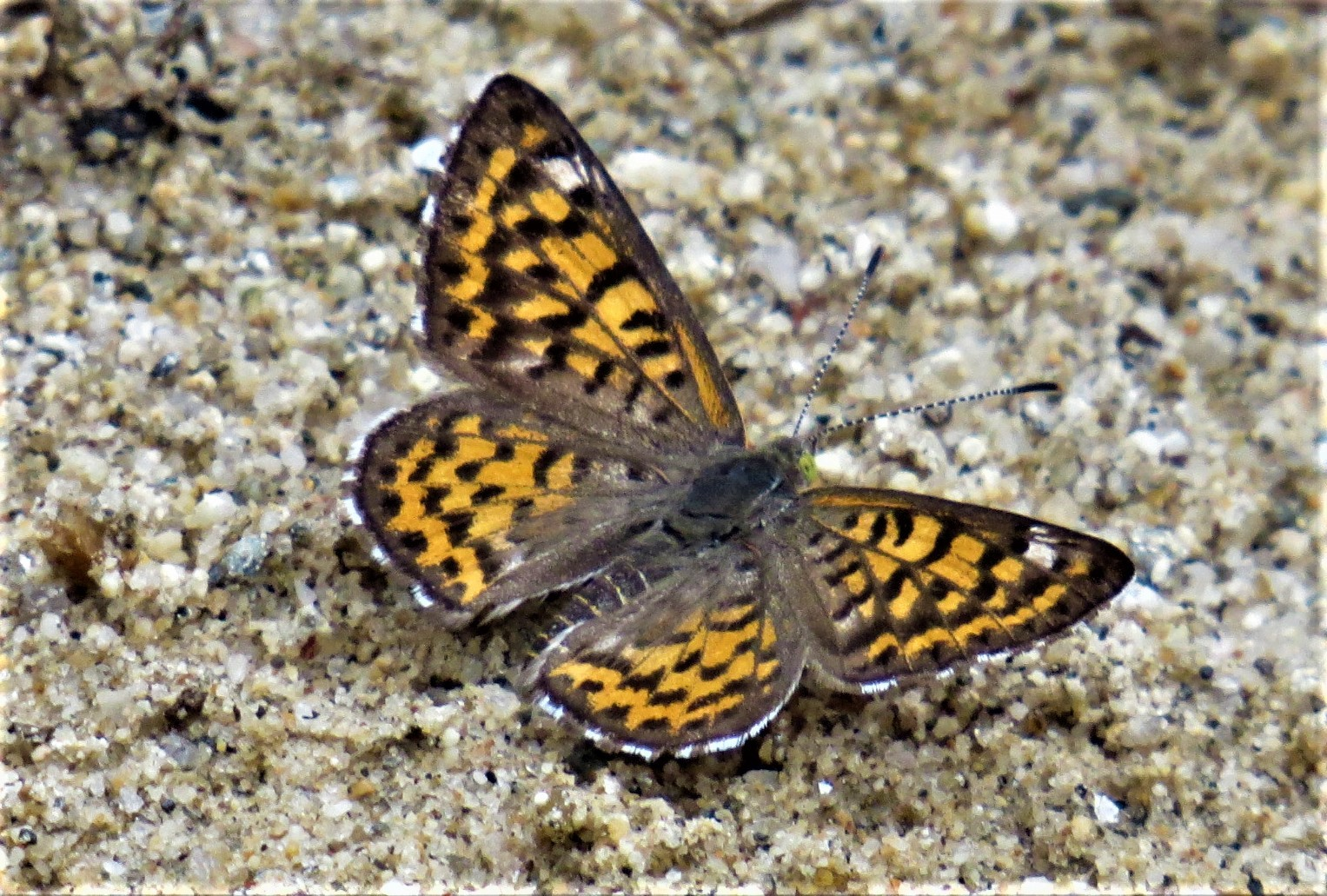
Apodemia nais (Riodininae), Stany Zjednoczone
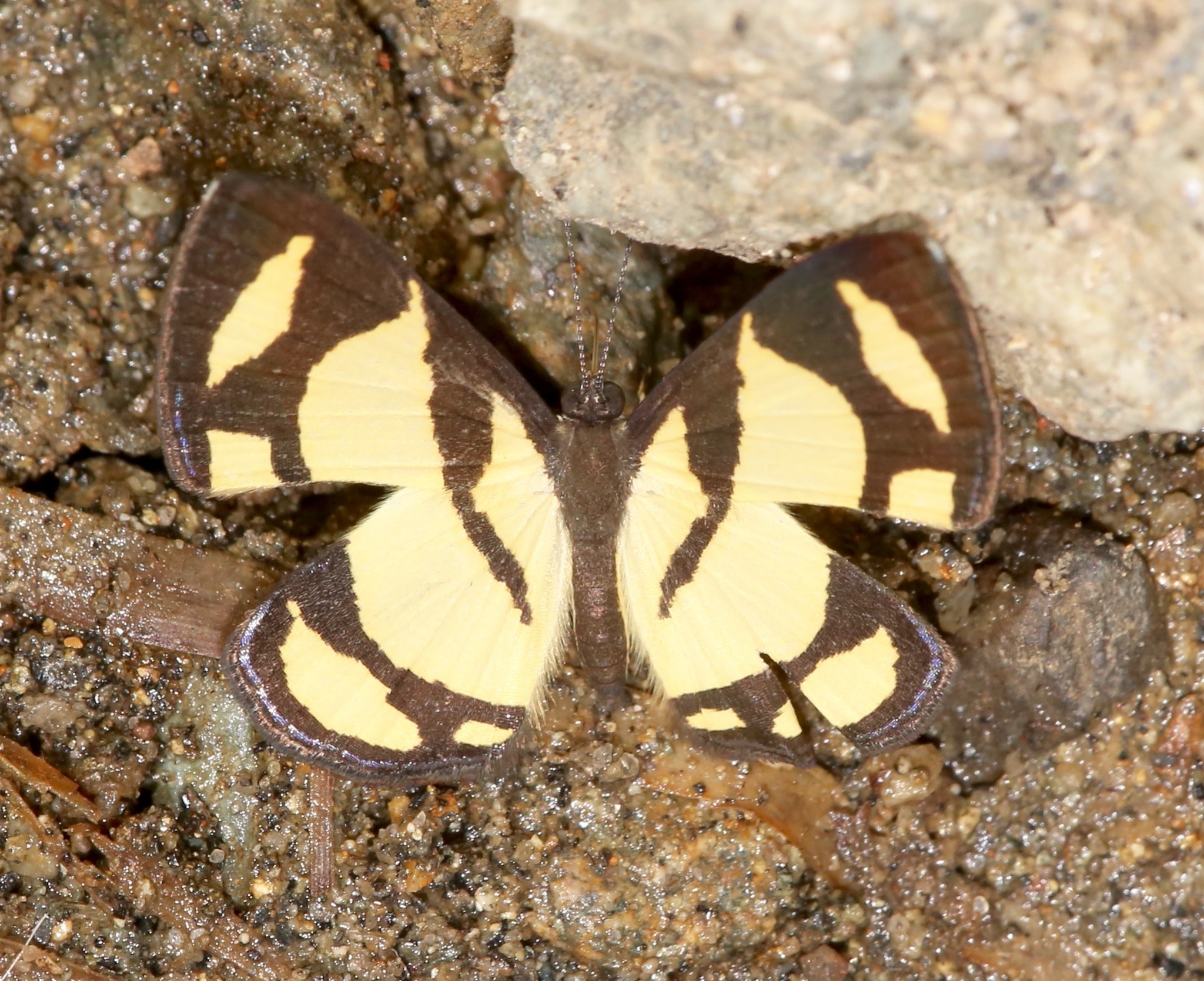
Baeotis zonata (Riodininae), Kolumbia
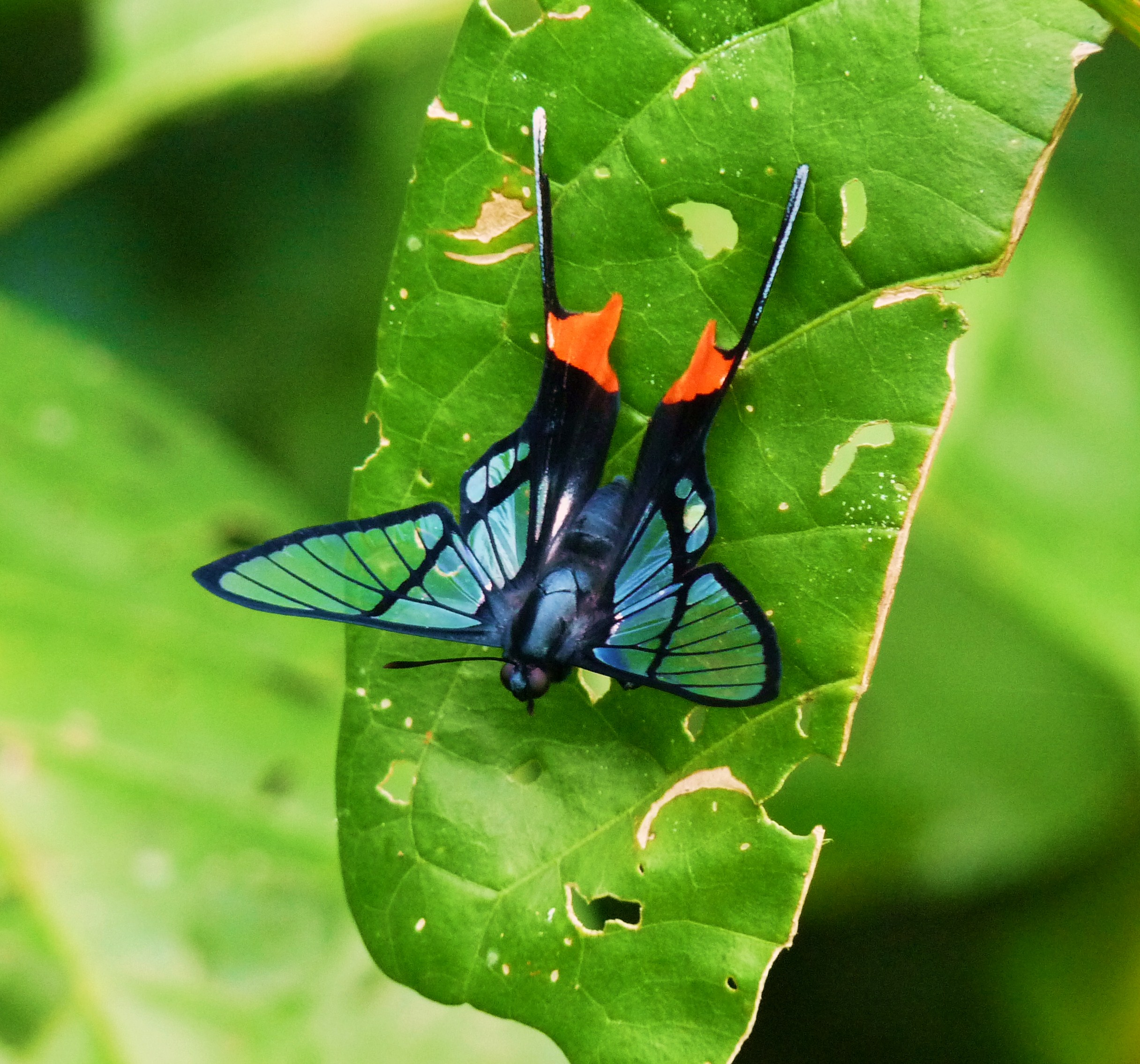
Chorinea octauius (Riodininae), Gujana
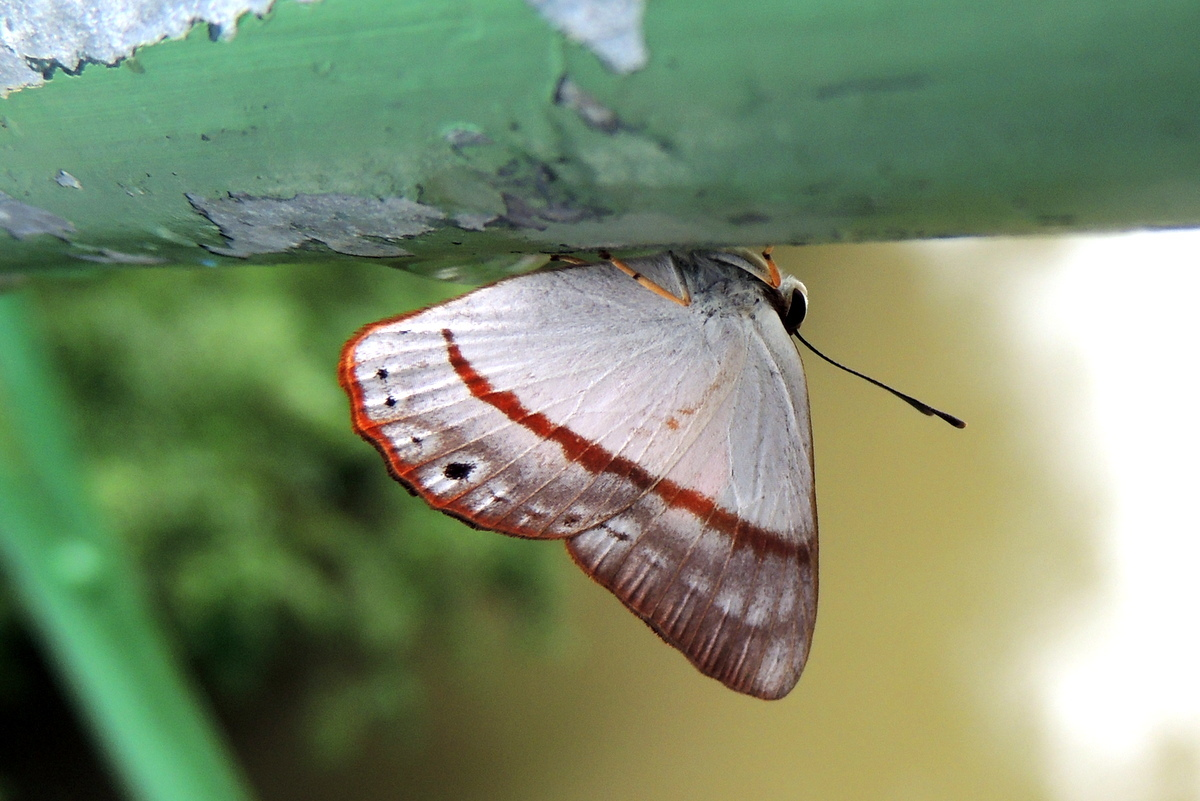
Euselasia cheles (Euselasiinae), Kostaryka
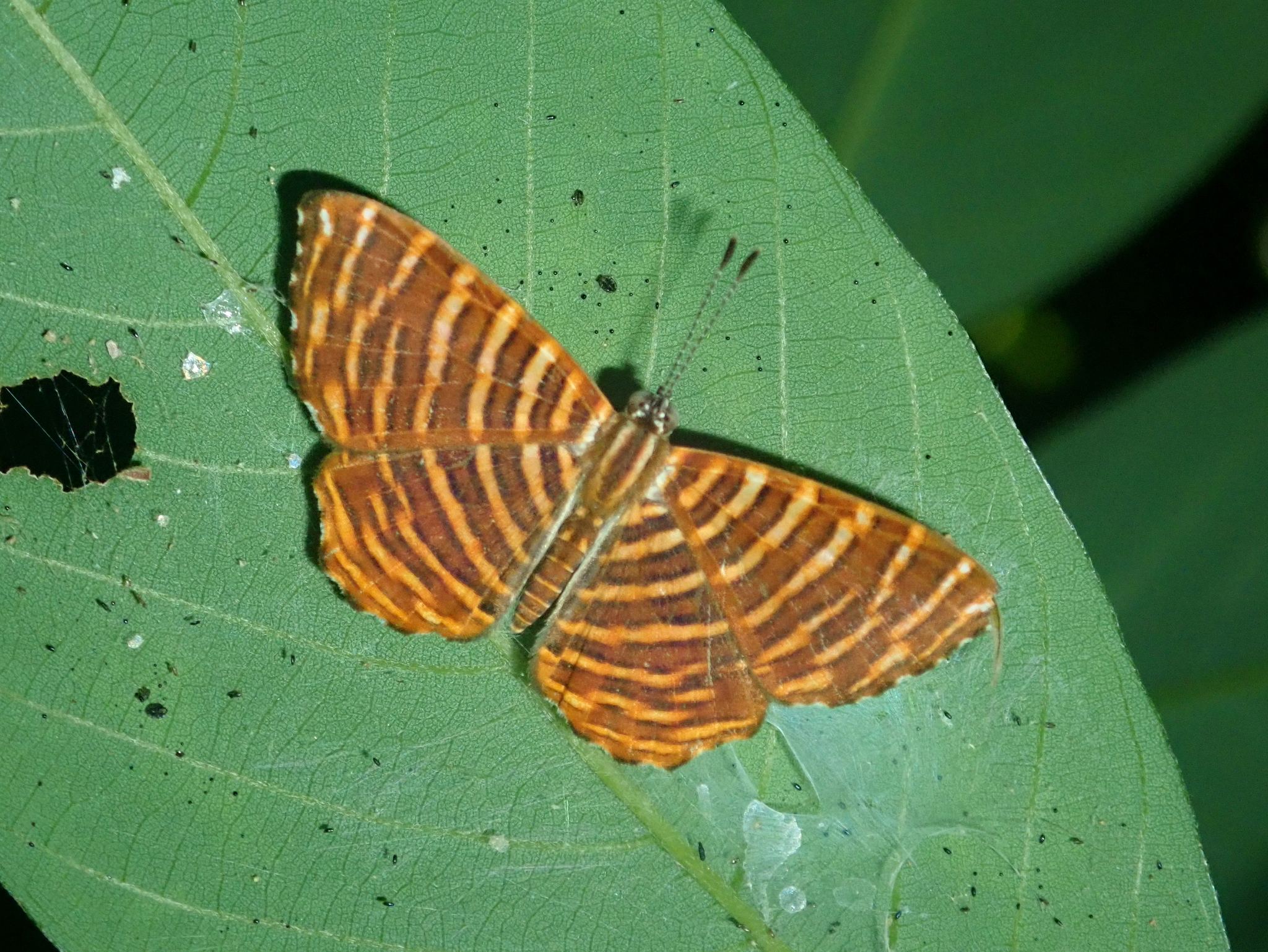
Hyphilaria thasus (Riodininae), Brazylia
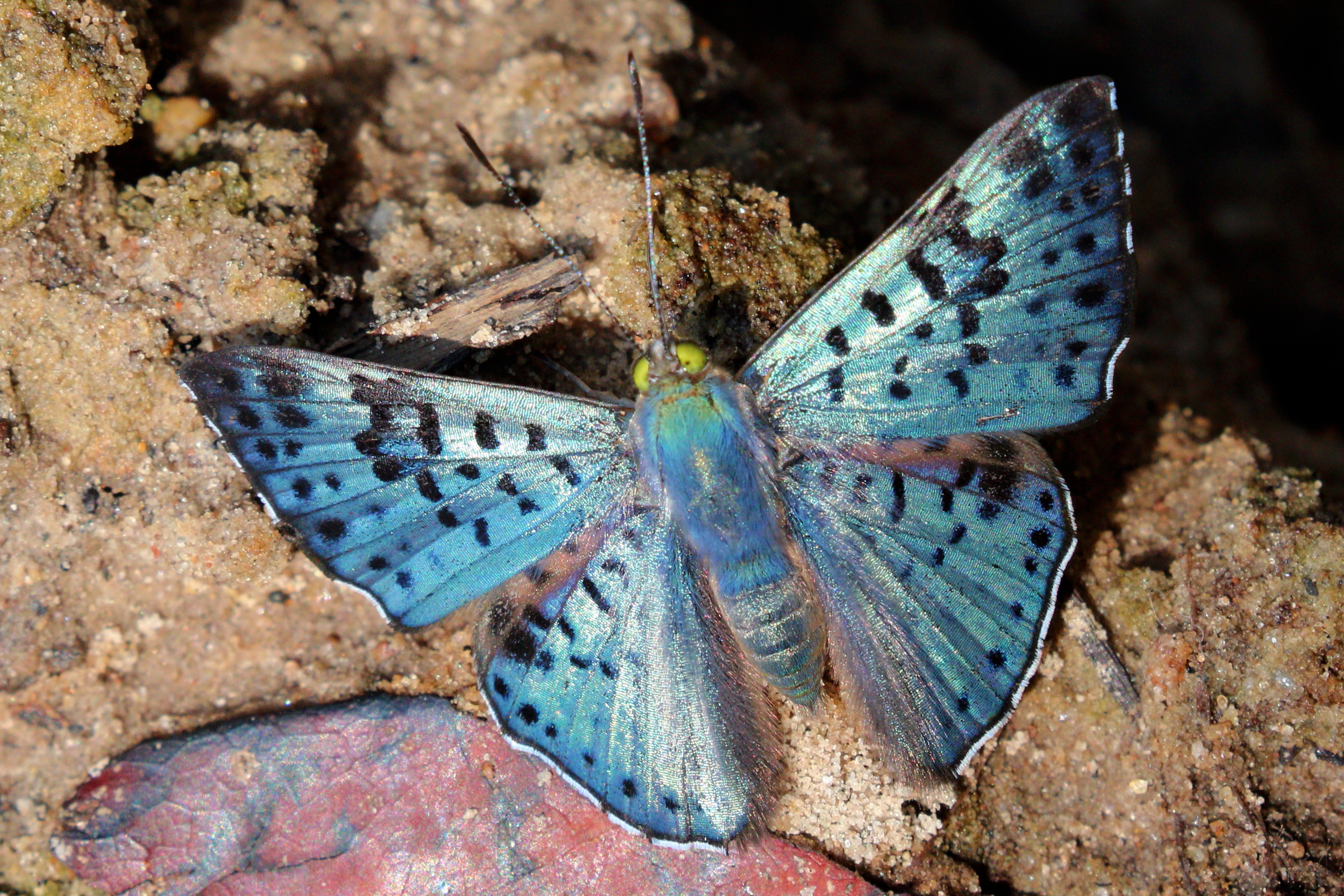
Lasaia agesilas agesilas (Riodininae), Brazylia
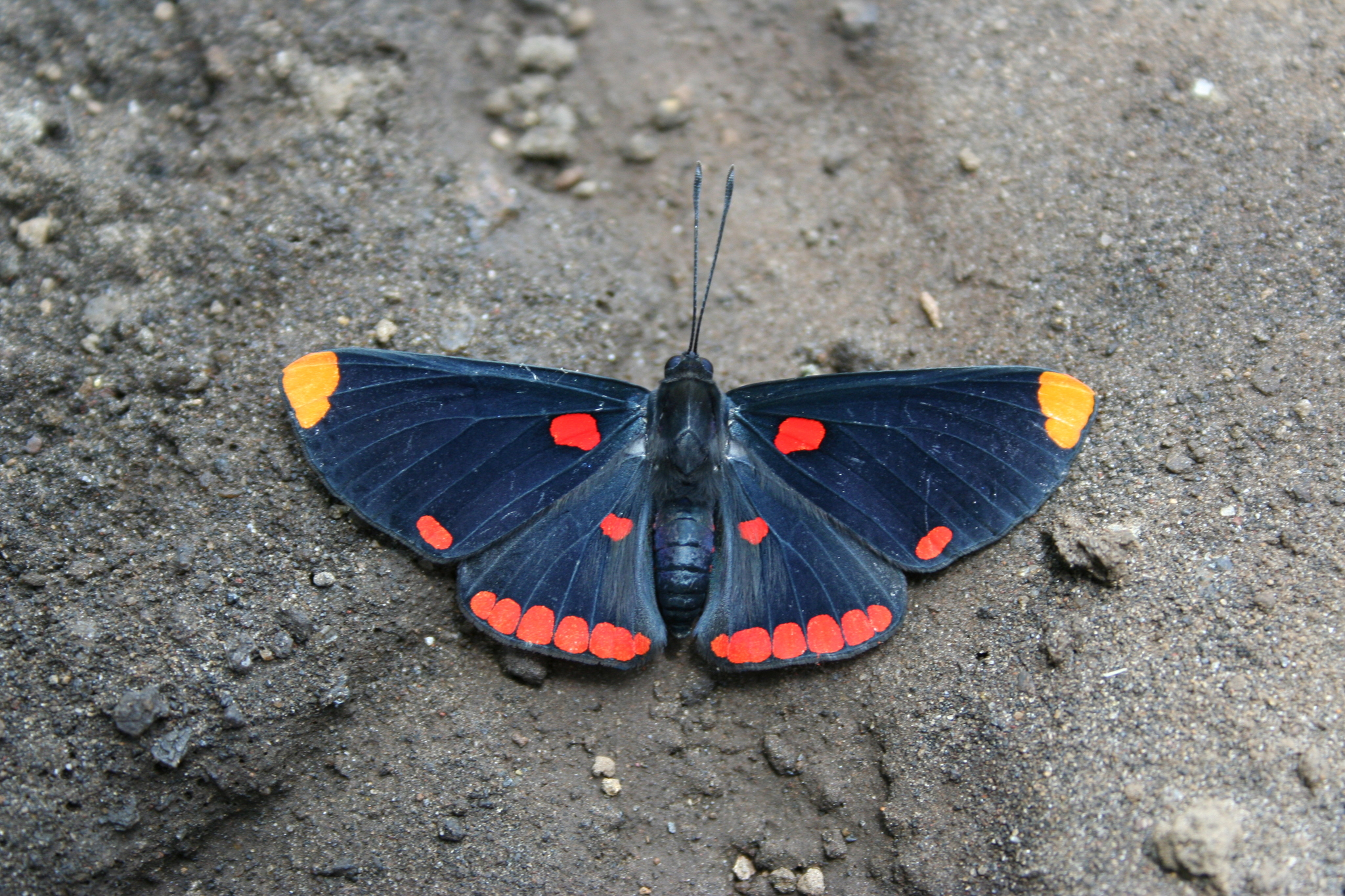
Melanis pixe (Riodininae), Salwador
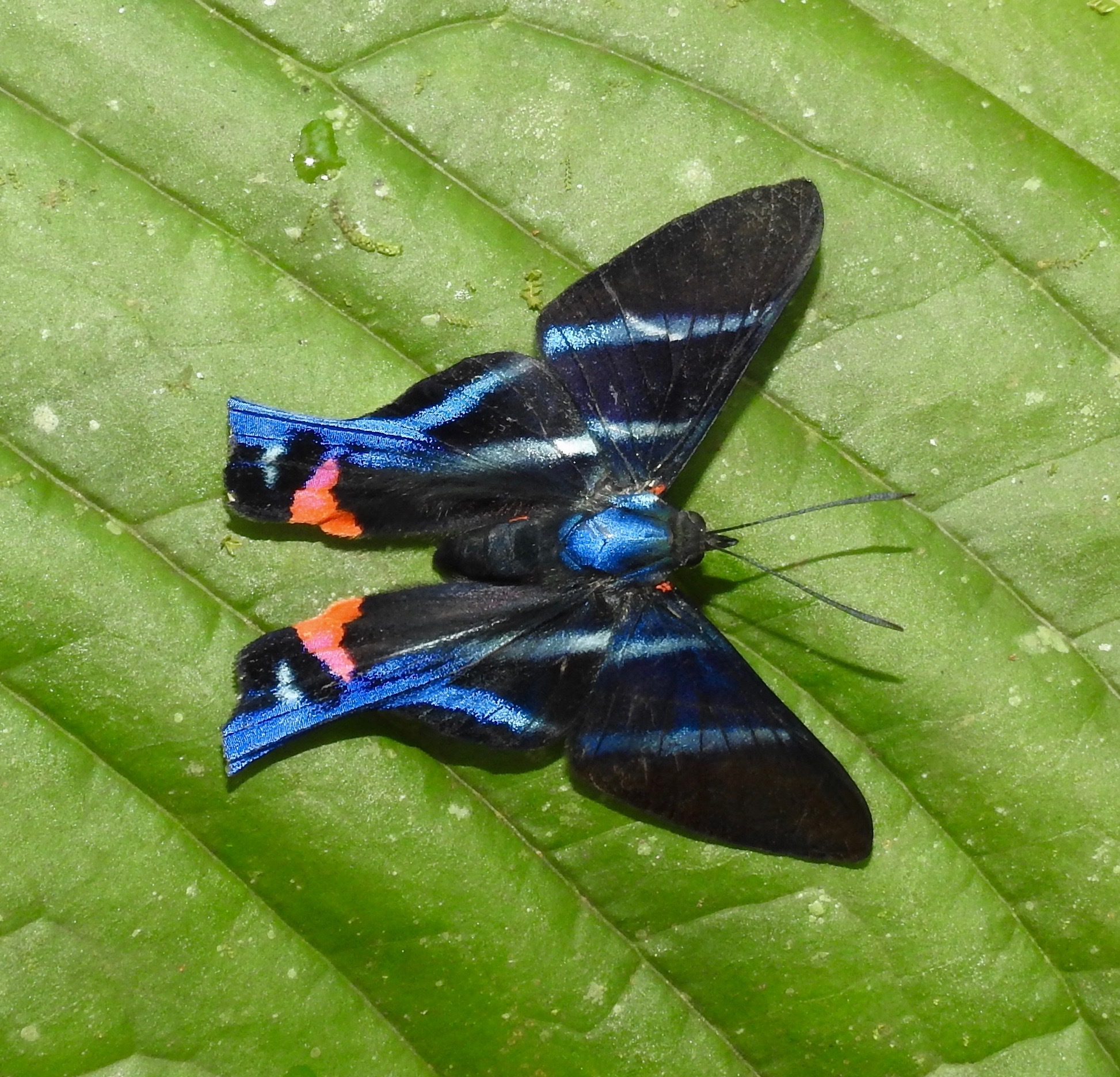
Rhetus arcius (Riodininae), Ekwador
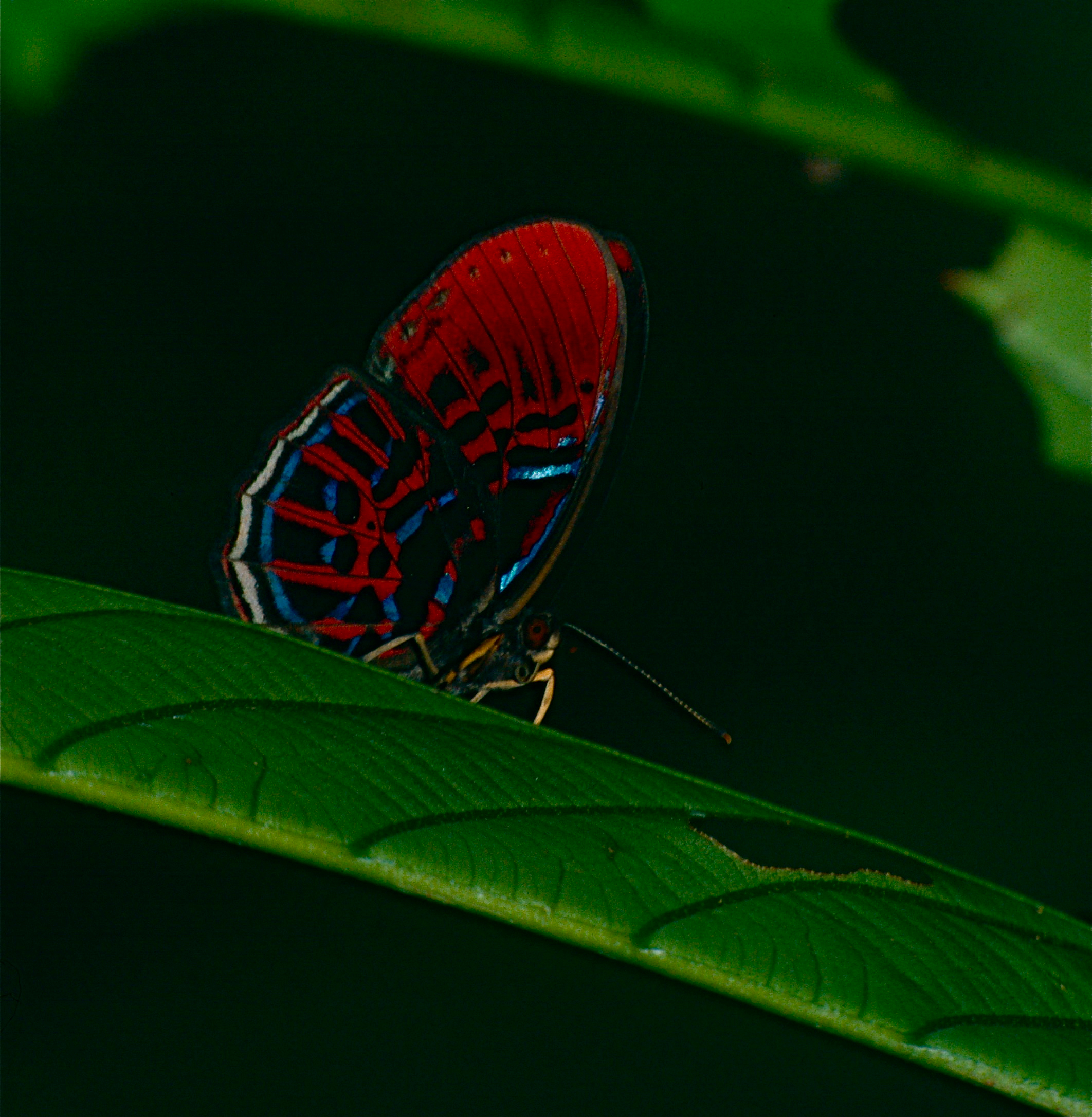
Paralaxita orphna (Nemeobiinae), Malezja